# 超级肉肉男孩
《超级肉肉男孩》（又译作），是一款独立电子游戏，由埃德蒙德·麦克米伦和托米·雷费恩设计，肉肉小组（Team Meat）开发。这款游戏是麦克米伦和乔纳森·麦肯蒂（Jonathan McEntee）一同开发的Flash游戏《肉肉男孩》（Meat Boy）之续作。《超级肉肉男孩》2010年10月首发于Xbox 360的Xbox Live Arcade平台，11月发行于Windows，2011年11月于macOS，同年12月作为Humble Indie Bundle#4的内容之一发行于Linux，2015年10月发行于PlayStation 4和PlayStation Vita，2016年5月发行于Wii U，2018年1月发行于任天堂Switch平台。
《超级肉肉男孩》以其精准细腻的操作手感和对时机把握的极高要求而著称，设有超过300个富有挑战性的关卡，另有更多玩家的自制关卡可供免费下载。玩家在游戏中扮演一位颜色深红，方方正正，犹如肉块的“肉肉男孩”。游戏中的大反派“胎儿博士”（Dr.Fetus）绑架了肉肉男孩的女朋友“绷带女孩”（Bandage Girl），玩家需要通过闯关来营救她。
《超级肉肉男孩》的开发始于2009年1月。麦克米伦负责美工及关卡设计，雷费恩则负责编程工作，而游戏的测试工作主要由他们两人及其家人们进行。二人原定在2010年年初便发行游戏的个人电脑以及WiiWare版本，但中途决定添加更多关卡并移除多人模式，因而推迟了发行时间；又因WiiWare的技术限制问题而取消了在该平台上的发行。《超级肉肉男孩》的配乐由丹尼·巴拉诺夫斯基制作，他同时也是前作《肉肉男孩》的音乐制作人。游戏配乐后来作为专辑发布，其中一些曲目亦被《摇滚乐队3》所收录。
游戏一经发布，大受好评。2010年，《超级肉肉男孩》被游戏媒体IGN评为“最具挑战性游戏”（Most Challenging Game），被两家媒体GameSpot和GameTrailers同时评为“最佳可下载游戏”（Best Downloadable Game）。游戏精密的操作手感，复古的美术风格，富有挑战性的关卡设计和精美的配乐广受称赞，但亦有人认为游戏的难度会令部分玩家望而生怯。《超级肉肉男孩》叫好亦叫座，截至2012年1月，销量已逾一百万。其续作《超级肉肉男孩：永无止境》己於2020年12月23日发布。

## 游戏内容

玩家需操控肉肉男孩以各样的操作避开致命的机关，闯过逾300个关卡。

《超级肉肉男孩》是一款平台游戏。玩家扮演一位颜色肉红，小方块体型的“肉肉男孩”，从大反派“胎儿博士”手中夺回同为小方块体型，不过浑身缠满绷带的女朋友“绷带女孩”。游戏分为数个篇章，共设有超过300个关卡，玩家在每个关卡中到达绷带女孩所在的位置方可过关。关卡内设有会塌陷的方块，一触即死的锯齿轮等种种障碍物，肉肉男孩需通过跑跳等基本操作以及顺着墙壁滑下等高难度动作来闯过关卡。游戏玩法之关键，就在于精细的操作以及对时机的准确把握。由于同为玩法类似的平台游戏，《超级肉肉男孩》常被拿来与《超级马里奥兄弟》及《魔界村》等游戏进行比较。
每个篇章中的关卡不限游玩顺序，但玩家必须完成一定数量的关卡才可进入该篇章中的Boss关，打败Boss后，便可解锁下一篇章。肉肉男孩拥有无限条命，无论死亡多少次都不会导致关卡失败，死亡只会导致该关卡重新开始，不过肉肉男孩移动以及死亡时产生的血红色肉汁并不会随着关卡重新开始而消失。过关后，游戏会自动地同时回放玩家每一条命的过关过程，即玩家可以看到多达数十甚至数百个肉肉男孩同时出发并相继死亡，唯有一个肉肉男孩成功到达终点。在一定时间内过关便可获得“A+”评价，并会解锁该关卡的“暗世界”（dark world）版本。暗世界版本的关卡与正常版本的关卡高度对应，但难度陡增，配乐也会发生变化。一些特定的关卡内还藏有通向“扭曲区域”（warp zone）的传送门。扭曲区域实际上是高难度的奖励关卡，其美术风格或非常复古，或模仿了《时空幻境》及《城堡破坏者》等其他独立游戏。除了肉肉男孩外，亦有许多来自其他独立游戏的角色可供玩家使用。一些关卡只能通过使用特定的角色来进入。每个角色都有自己的特殊能力，例如“视频指挥官”的特殊能力是滞空一小段时间。收集一定量的绷带道具方可解锁这些角色，绷带散落于各个关卡中，而完成某些扭曲区域关卡也可以获得绷带；其中一些绷带只能使用特定角色获取。不同的游戏版本有不同的可用角色。
Xbox Live Arcade版的《超级肉肉男孩》含有一个称作“忽练网”（Teh Internet）的可解锁模式，游戏官方会在此不断发布新的关卡。游戏的个人电脑（PC）版则有一个“超级肉肉世界”（Super Meat World）板块，玩家可以在此游玩其他玩家制作的关卡并给出评分。面向玩家的关卡制作工具发布于2011年5月。肉肉小组官方在制作关卡时使用了一个非常不便利的工具，玩家也可以通过进入未曾正式开放的开发者模式来使用该工具编辑关卡。

## 开发与发行
《超级肉肉男孩》的前作《肉肉男孩》是一款Flash游戏，由埃德蒙德·麦克米伦设计，乔纳森·麦肯蒂编程。《肉肉男孩》耗时三周时间开发，2008年10月5日发布于Newgrounds网站。《肉肉男孩》的追加地图包于2008年12月8日发布。2009年4月，该游戏在Newgrounds网站的浏览量已逾84万次，全网超过800万次。目睹了《肉肉男孩》以及麦克米伦的另一款游戏《以太》的大获成功后，任天堂和微软邀请他为两家厂商的下载平台WiiWare和Xbox Live Arcade（XBLA）制作一款新的游戏。彼时，麦克米伦正与托米·雷费恩一同开发另一款Flash游戏，灰质。起初麦克米伦计划制作一款《以太》或《吉什》的续作，但二人后来转而决定组建肉肉小组，并专注制作《肉肉男孩》的续作。肉肉小组的成员还包括了音乐制作人丹尼·巴拉诺夫斯基和音效设计师乔丹·费尔（Jordan Fehr）。肉肉小组自我评价道，《超级肉肉男孩》是“对红白机平台上的《超级马里奥兄弟2》、《洛克人》和《魔界村》等一众经典硬核游戏的大型巡礼”，其剧情是“所有90年代初游戏剧情的串烧集锦”。《超级肉肉男孩》的设计很容易令人联想到《超级马里奥兄弟》，这是肉肉小组特地而为，主创麦克米伦以此作为对宫本茂的致敬。

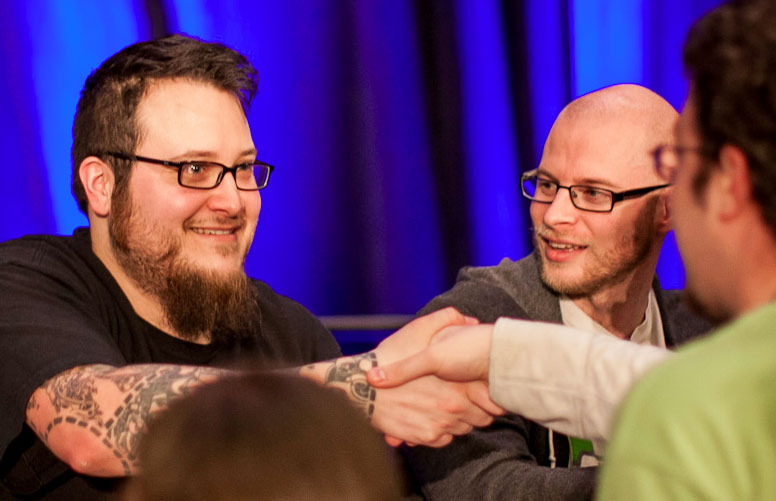
2012年游戏开发者大会上的麦克米伦和雷费恩。

麦克米伦负责了《超级肉肉男孩》的关卡设计和美术设计工作，雷费恩则负责编程工作；而游戏的测试工作主要由二人及其家人完成。虽然麦克米伦和雷费恩紧密合作开发了这款游戏，但二人实际上住在美国的相反两边，游戏开发过程中只见过寥寥数次面。两人开发并反复测试了几种控制框架，最终敲定了最为流畅又合乎逻辑的版本。《超级肉肉男孩》的游戏引擎由雷费恩开发。游戏早期计划设置约100个关卡，并有合作与竞争等多人游戏模式；但在开发的过程中，肉肉小组决定移除多人模式并大量增加关卡数量。二人照着经典平台游戏的美学风格，特地将《超级肉肉男孩》设计成复古风味，又使其游戏难度不至于比肩那些硬核著作。为了让游戏在充满挑战性的同时又不带给玩家挫败感，肉肉男孩被设计为拥有无限条命，且每关流程较短，过关条件明确，死亡后关卡也会快速重开。肉肉小组认为，过关后的死亡回放功能在某种程度上将死亡变成了奖励。
《超级肉肉男孩》的开发始于2009年1月，原定在2010年第一季度发行于WiiWare和PC平台。由于开发人员中途决定增加包括暗世界在内的两百多个关卡，游戏的预定发布时间遂被推迟至2010年第四季度。2010年2月22日，肉肉小组在推特上发布了一张图片，这张图片表明游戏另有XBLA版本。翌日，肉肉小组宣布《超级肉肉男孩》因“合同义务”而将首发于XBLA平台。2010年8月，肉肉小组收到了微软的邀请，询问可否参加两个月后的“微软2010秋季游戏展”（Microsoft's 2010 Fall GameFeast XBLA）。按照当时肉肉小组的工作进度，游戏尚需四个月才可完工，但彼时资金见底，无法再支撑四个月的时间，开发组因而决定参展，赶在微软游戏展前完工。在最后两个月里，开发人员加班加点，每日只睡5个小时，常常忘记吃饭，事后麦克米伦说这是一段他再也不想体验的经历。根据麦克米伦的说法，微软对《超级肉肉男孩》没有抱什么期望，因此也没有在展会上投入什么推广力度。然而游戏一经发行便大卖特卖，销量远远超过其他展出游戏；即便如此，微软也没有临时增大宣传力度。肉肉小组认为，他们在整个开发过程中犯下的最大错误，就是为了参加这场令人失望的展会而做出了殊死努力。纪录片《獨立遊戲時代》记录了开发组这段拼死工作的经历。《超级肉肉男孩》2010年10月首发于XBLA平台，一个月后发行于PC的Steam和Direct2Drive平台。麦克米伦提到，游戏PC版的宣传力度远远大于XBLA版。macOS版的《超级肉肉男孩》发行于2011年11月，Linux版则作为Humble Indie Bundle#4的内容之一发行于同年12月。
由于索尼起初没有对《超级肉肉男孩》表达引入意愿，肉肉小组并未介意与其他平台签下禁止该游戏在PlayStation 3平台上发行的合同。不过，游戏最终还是发行了PlayStation 4版和PlayStation Vita版。游戏原定亦在WiiWare平台上发行，但最终因游戏的文件大小超出了任天堂给出的限制而被迫取消。肉肉小组也曾寻求与第三方发行商合作进军Wii平台，但所有洽谈方皆表示Wii平台寿命不久矣，此时发行无法实现盈利。2015年10月，肉肉小组暗示游戏将登陆Wii U；在2016年3月的任天堂欧洲直面会上这一消息得到确认。游戏的Wii U版本由另一家独立游戏公司BlitWorks负责制作，并发行于2016年5月。2017年8月，肉肉小组宣布登陆任天堂Switch，游戏正式发布于2018年1月11日。
2011年4月，PC版《超级肉肉男孩》发行了一个限量零售版，额外包含了幕后花絮视频，游戏音乐的样碟和一本《超级肉肉男孩》漫画。2012年，肉肉小组开始开发游戏的iOS和安卓版本，打算将此版本打造成更适合触屏的样式，后来确认该作名为《超级肉肉男孩：永无止境》，预计2018年发行。
除了游戏本体外，肉肉小组还售有数种《超级肉肉男孩》的周边产品。《超级肉肉男孩掌机》（Super Meat Boy Handheld）是一款发布于2010年4月3日的iOS游戏，其设计模仿了虎掌机的造型。在雷费恩的另一款iOS游戏《痘痘和傻笑》（Zits & Giggles）被苹果公司予以下架后，他大肆嘲笑iPhone，并将iPhone与虎掌机进行了类比；肉肉小组后来便开玩笑似地推出了《超级肉肉男孩掌机》。麦克米伦在《瓦里奥制造D.I.Y.》上发布了一款超级肉肉男孩小游戏。除周边游戏之外，肉肉小组还售卖游戏相关的小饰品、毛绒玩具、海报、T恤、贴画、压力球以及一款限定版漫画书。

### 音乐
《超级肉肉男孩》的配乐工作由丹尼·巴拉诺夫斯基完成。他也曾为《屋顶狂奔》，《表层指挥》和《重力吊钩》（Gravity Hook）等其他独立游戏制作配乐，《超级肉肉男孩》的前作《肉肉男孩》的配乐也由他制作。麦克米伦以前就知道巴拉诺夫斯基的其他作品，于是在《肉肉男孩》的开发后期向他请求提供配乐，任何他的作品皆可。后来，巴拉诺夫斯基将他为《肉肉男孩》制作的配乐改编扩写，制成了《超级肉肉男孩》的背景音乐。他使背景音乐会随着屏幕中主角的动作而发生变化，同时确保背景音乐不会盖过其他音效。肉肉小组将游戏音乐全权交给巴拉诺夫斯基处理，他也保留了自己对背景音乐的所有权利；麦克米伦认为，这可以让巴拉诺夫斯基毫无保留地表达出他自身“疯癫，痴狂，复杂又充满活力”的一面。麦克米伦评价他的配乐“使人心跳加速，填满游戏的方方面面，绕梁三日而不绝”。
2010年10月26日，《超级肉肉男孩》的音乐作为数字发行专辑在Bandcamp线上商店发布，专辑名为《超级肉肉男孩！原声带》（Super Meat Boy! Soundtrack）。专辑共含34首音乐，时长共100分钟，还收录了几首游戏音乐的混音版本。2011年1月11日，巴拉诺夫斯基与肉肉小组一同在Bandcamp上发布了特别版原声带《很肉兴见到你》（英語：Nice to Meat You），数字版和实体版兼有。该版专辑的曲目比起原版有所扩充，共有73首，时长145分钟。专辑封面由麦克米伦亲自绘制。2011年6月，3首游戏音乐被《摇滚乐队3》收录。
由于在PS4，PSV以及Switch版的《超级肉肉男孩》发行时巴拉诺夫斯基已经终止了与肉肉小组的合作，且双方无法在授权问题上达成一致，这些版本没有使用他制作的原版音乐，而是改由以马西亚斯·博西（Matthias Bossi）和乔恩·埃文斯（Jon Evans）为成员的Ridiculon网，大衛·史卡特利夫（David Scatliffe）和蘿拉·鴫原制作。其中，蘿拉·鴫原曾参与编写《以撒的结合：重生》，《迈阿密热线》以及《植物大战僵尸》等游戏的配乐。新版配乐的专辑发布于2015年10月6日，名为《Songs in the Key of Meat: Music from SMB 5th Anniversary》。

## 评价
| 汇总媒体     | 得分                    |
| ------------ | ----------------------- |
| GameRankings | PC：91% X360：91%       |
| Metacritic   | PC：87/100 X360：90/100 |

| 媒体             | 得分   |
| ---------------- | ------ |
| Eurogamer        | 9/10   |
| Game Informer    | 9/10   |
| GamesRadar+      | 9/10   |
| GameTrailers     | 9.1/10 |
| IGN              | 9/10   |
| Joystiq          | [ 55 ] |
| 官方Xbox杂志英国 | 10/10  |
| PC Gamer英国     | 90%    |
| X-Play           | [ 58 ] |

《超级肉肉男孩》好评如潮。游戏的Xbox 360版本分别在Metacritic和GameRankings上获得了90分和91分的汇总评分。PC版得分相近，分别是87分和91分。游戏参展2010年的PAX游戏展展会后，被Destructoid评选为“展会最佳游戏”，并被Machinima提名为“展会最佳游戏”之一。《超级肉肉男孩》在2010年独立游戏节上被提名“优秀音效奖”；获得了IGN的2010年“最具挑战性奖”，同时获提名“最佳音乐奖”以及“最佳复古设计奖”。经过票选，游戏被Gamespot评为“最佳可下载主机游戏”，又被GameTrailers评为“最佳可下载游戏”。《超级肉肉男孩》非常畅销，至2010年末，Xbox 360版已售出了近14万份。Steam和Xbox 360平台上的总销量在2011年4月突破了60万，其中40万的销量来自于Steam。2012年1月3日，肉肉小组在推特上宣布游戏销量已逾百万。
《超级肉肉男孩》的平台游戏要素广受称赞，其游戏难度亦引评论注目。来自媒体X-Play的亞歷山卓·哈爾（Alexandra Hall）评论道，这款游戏具有“引人入胜的平台游戏玩法”，是“大师创造的艺术品”。GamesRadar的亨利·吉爾伯特（Henry Gilbert）认为游戏的平台要素堪称完美，在保持高难度的同时又能够避免玩家心生挫败。GameTrailers上有人评价道，游戏难度拿捏绝佳，过关失败能逼疯玩家，过关成功却又会使人自我感觉在世界之巅一般。来自GamesRadar的吉爾伯特说自己没有为游戏打出满分，因他认为游戏的高难度可能会劝退一部分玩家。GameSpot的湯姆·麥克歇（Tom McShea）称赞了游戏“精准的操控，绝佳的关卡设计和平滑的难度曲线”。来自Eurogamer的汤姆·布拉姆韦尔（Tom Bramwell）忠告道，“《超级肉肉男孩》是一个很难的游戏，会让你气得扔出手柄”。
《超级肉肉男孩》复古的美术风格同样大获赞誉。来自《官方Xbox杂志》的Mike Channel称赞了游戏中美术设计的变化多样：“画面乍看虽然简洁，其表现力却无与伦比，且每个关卡都有其独特的视觉风格”。IGN的戴蒙·哈特菲爾德（Daemon Hatfield）特地提到了游戏独特的视觉表达，指出扭曲区域是对第三世代遊戲的一次致敬。他又称赞了游戏的音乐，认为“《超级肉肉男孩》的芯片音乐是继《歪小子斯科特对抗全世界》以来他听过最好的音乐”。来自1UP.com的喬·倫納德（Joe Leonard）评论道，游戏顶级的玩法和其中蕴含的幽默感有效地抹平了其高难度带来的挫败感。他认为“《超级肉肉男孩》最为有力之处就在于它的从容，轻松和幽默。有些关卡确实难得令人气愤，但它又能很快使玩家的怒气消散”。音樂電視網的羅斯·費歇特克（Russ Frushtick）称赞了游戏的视觉设计，尤其是其手绘的过场剧情画面。
游戏在收到极高评价的同时，也有一部分评价指出了问题。IGN的哈特菲爾德批评其剧情动画粗制滥造，与游戏整体格格不入。来自PC Gamer的一则评论则指出游戏中存在极少数的程序错误。Game Revolution的艾德朗多·瑞布卡斯（Eduardo Reboucas）认为有太多关卡要求玩家不断试错，且不少刻意制造的低级幽默其实并不好笑；游戏的高难度将使大部分休闲玩家望而却步。来自GamePro的米切爾·戴爾（Mitchell Dyer）同意了艾德朗多的观点，并批评“一些关卡困难到了荒唐的地步，打断了游戏的整体节奏，Boss关和后期关卡尤甚”。

## 影响
游戏主角肉肉男孩客串了多个其他游戏，如《像素跑者》系列、《塵埃：幸福的尾巴》、《洞穴冒险》、《荒野老城》、《奥里与迷失森林》以及《找寻记》等。2010年12月1日，善待动物组织为了向《超级肉肉男孩》表示抗议并宣传素食主义，发布了一款恶搞游戏《超级豆腐男孩》（Super Tofu Boy）。作为回应，翌日肉肉小组便在游戏的PC版中添加了“豆腐男孩”这个角色。后有另一款复古风格的独立游戏《茶杯头》，其主创人员表示在开发过程中受到了《超级肉肉男孩》所获巨大成功的激励。